# Fraile Tuck

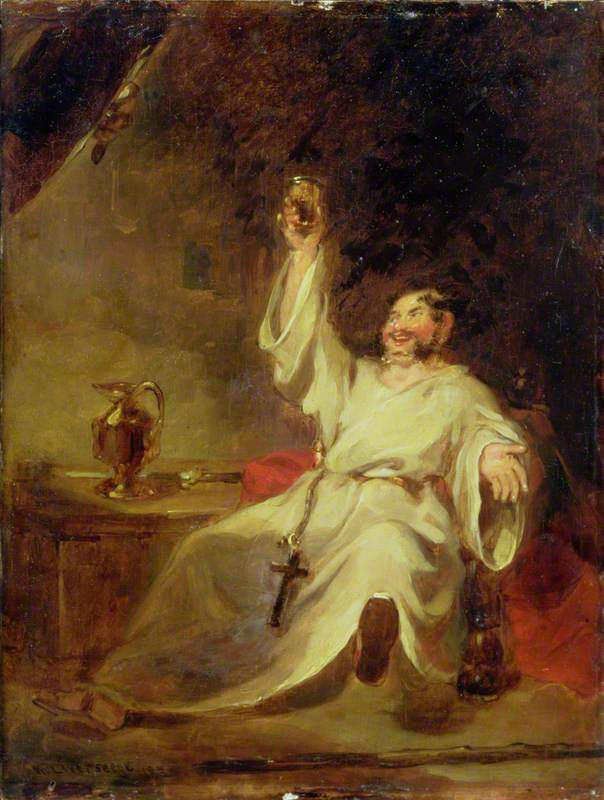
Fraile Tuck.
Henry Liverseege, 1830.

Fraile Tuck es un personaje ficticio, parte de la leyenda de Robin Hood, que acompaña al grupo de forajidos de este último. Se le describe como un jovial fraile católico.

## Historia
La figura de Tuck era común en la Fiestas de Mayo de Inglaterra y Escocia entre los siglos XV y XVII; y una de sus primeras menciones claras es en la obra Robin Hood and the Knight (también llamada Robin Hood and the Sheriff), que data de 1475. Posteriormente vuelve a aparecer en otra pieza teatral que es similar a la balada Robin Hood and the Curtal Friar, parte de las Child Ballads, pero que aparece hacia 1560. A menudo se ha argumentado que el personaje entró en la tradición de Robin Hood a través de estas obras folclóricas, y que pudo estar originalmente asociado con Lady Marian. El que aparezca en Robin Hood and the Knight significa que ya era parte de la leyenda en torno a la época en que comenzaron a realizarse las primeras copias de la leyenda temprana.

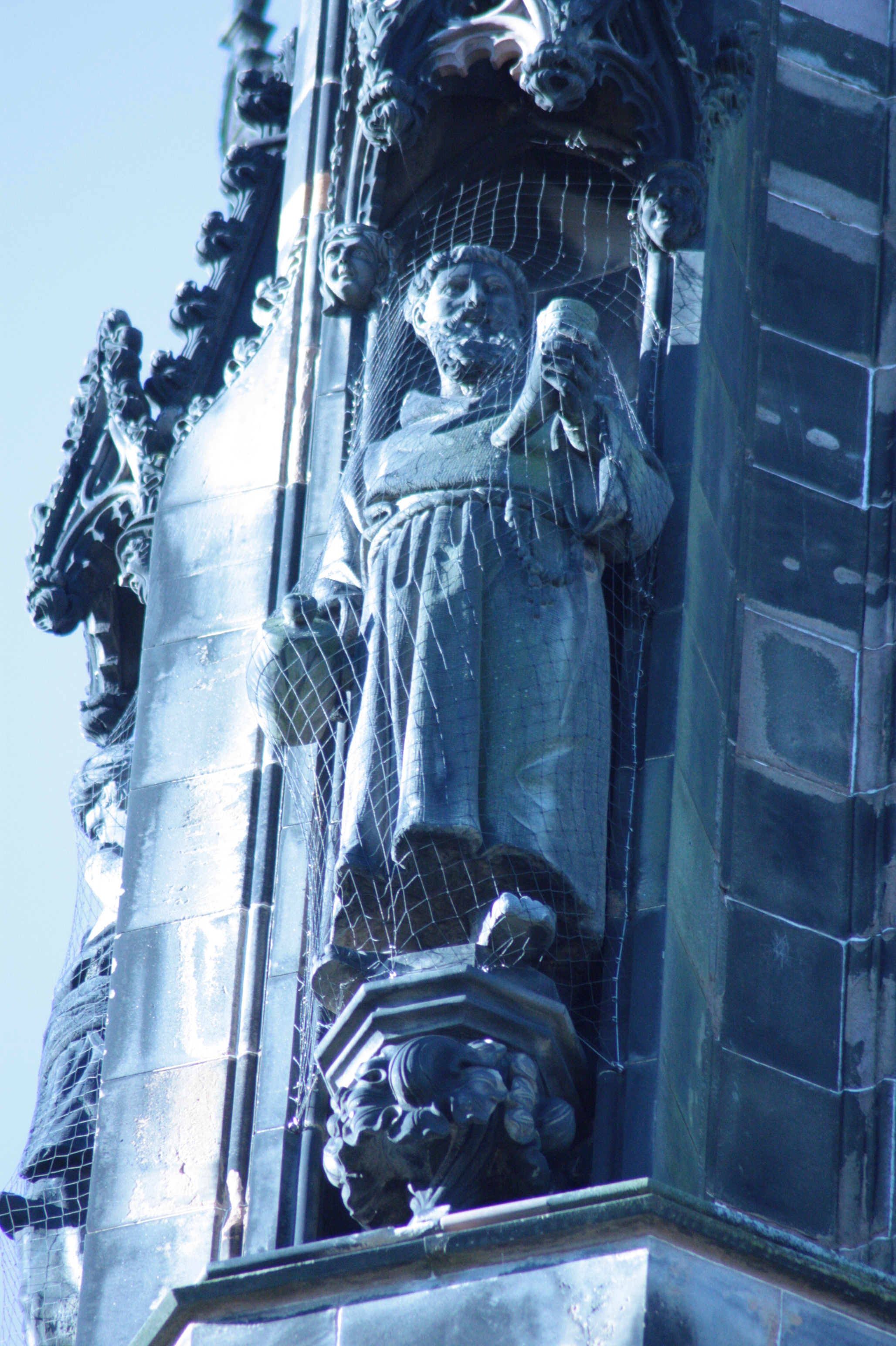
Fraile Tuck, obra de George Clark Stanton.
Scott Monument, Edimburgo.

Sin embargo, existen algunas inexactitudes históricas respecto al personaje en sí. En el reinado de Ricardo I de Inglaterra era imposible que hubiera frailes en Inglaterra, ya que todavía no se habían creado las llamadas órdenes mendicantes. Aun así, debemos recordar que la leyenda de Robin Hood solo comenzó a ser relacionada con el rey Ricardo a partir del siglo XVI; anteriormente, las baladas mencionan a un rey llamado "Eduardo" (como ocurre en A Gest of Robyn Hode).

## Personaje
Tomando varias leyendas, se puede llegar a un arquetipo del personaje de Tuck. Antiguo monje de la Abadía de Fountains (aunque, en otros cuentos, se señala como su sede la de Santa María de York), fue expulsado de su orden debido a su falta de respeto con la autoridad. Fruto de ello, a pesar de su gusto por la buena comida y el vino, se convierte en capellán de la banda de forajidos de Robin. En The Merry Adventures of Robin Hood de Howard Pyle, es relacionado específicamente como parte de una historia de Alan-a-Dale: Robin necesita a un sacerdote que case a Alan con su amor para cumplir el desafió del obispo de Hereford. En varios cuentos, desde Robin Hood and the Curtal Friar hasta la obra de Pyle, su primer encuentro se da en una lucha, donde el que gane deberá llevarlo en brazos al otro lado de un río: esto termina con Tuck llevando en andas a Robin.
En algunos cuentos se le representó como un hombre en buena forma física, además de espadachín y arquero con un temperamento impetuoso. Sin embargo, la imagen clásica de Tuck es la de un fraile gordo, calvo y jovial, con un gran amor por la comida y la cerveza. Muchas veces, la representación de Tuck le daba un cariz cómico a la historia.
Dos autos reales fechados en 1417 se refieren a un Robert Stafford, capellán de Sussex, que había asumido el alias de Frere Tuk. Este "Fraile Tuck" tiene referencias hasta por lo menos 1429. Estas son las menciones más antiguas que sobreviven a un personaje con ese nombre.

## Interpretaciones

### Ópera
- En la adaptación al teatro de 1891 de la obra Ivanhoe, Tuck fue interpretado por Avon Saxon.

### Cine
- En la película The Adventures of Robin Hood de 1938 es interpretado por el actor Eugene Pallette. Se le caracteriza como un individuo gordo que ama la comida, pero que posee habilidad con la espada; pero también que no se deja menospreciar por las burlas sobre su figura o por quien robe o toque su comida.

- En la película animada Robin Hood de 1973, se le caracteriza como un oso, mientras Andy Devine ofrece su voz al personaje. Caracterizado como un fraile que posee una pequeña y pobre parroquia en Nottingham, es arrestado y condenado a muerte para atraer a una trampa a Robin Hood. Sin embargo, es salvado a último momento.

- En Robin Hood: Prince of Thieves de 1991, Tuck es interpretado por Mike McShane, resaltando su sobrepeso y su amor por la cerveza.

- En Robin Hood de 1991, la interpretación de Jeff Nuttall le retrata como un vendedor ambulante de reliquias falsas, que primero es asaltado y luego adoptado dentro del grupo de forajidos de Robin. Más tarde confiesa estar en huida debido a haber asesinado al sobrino de un abad.

- En Robin Hood de 2010, el actor Mark Addy da vida a Tuck. En este caso, el hobby del personaje es la apicultura, que usa para hacer miel así como arma contra los franceses.

- En Robin Hood de 2018 es interpretado por Tim Minchin.

### Televisión
- En la serie The Adventures of Robin Hood de finales de la década de 1950, Tuck es interpretado por Alexander Gauge como un gordo fraile demasiado devoto a la buena mesa. También le es devoto a la Iglesia y a los menesterosos, utilizando todos sus medios para ayudarle contra los injustos impuestos, darles educación o protegerlos del dolor. Usualmente usa su poder y los derechos eclesiales para inhibir las fuerzas del Sheriff.

- En la serie británica de HTV, Robin of Sherwood (década de 1980), la interpretación recayó en Phil Rose. En esta versión, el personaje debe seguir las órdenes, de mala gana, de un malvado abad que es hermano del Sheriff de Nottingham; además de ser confesor de Lady Marian. Ayuda a esta última a escapar, y luego se une a la banda de Robin.

- En la tercera temporada de Robin Hood de la BBC, durante 2009, Tuck es caracterizado como un africano, pero sin con la pronombre anacrónico de fraile. Es interpretado por David Harewood.